# Бандровський Генріх Йосипович
Генріх Йосипович Бандровський (нар. 28 квітня 1929, місто Ізмаїл, Румунія, тепер Одеської області (за іншими даними — село Свірневе, тепер Голованівського району Кіровоградської області) — 5 серпня 2008, місто Ужгород) — український радянський партійний діяч, 1-й секретар Закарпатського обкому КПУ. Кандидат у члени ЦК КПУ в 1966—1971 р. Член Ревізійної комісії КПУ в 1971—1976 р. Член ЦК КПУ в 1976—1990 р. Депутат Верховної Ради УРСР 7—10-го скликань. Депутат Верховної Ради СРСР 11-го скликання.

## Біографія
Народився в родині службовців Йосипа і Єфросинії Казимирівни Бандровських. Закінчив середню школу в місті Ізмаїлі.
Член КПРС з 1953 року.
У 1953 році закінчив радіотехнічний факультет Київського політехнічного інституту.
У 1953—1955 роках — майстер дільниці, старший технолог, начальник цеху Львівського заводу «Теплоконтроль».
У 1955—1962 роках — інструктор Львівського обласного комітету КПУ; завідувач відділу Львівського міського комітету КПУ.
У 1962 — січні 1965 року — 1-й секретар Шевченківського районного комітету КПУ міста Львова.
У грудні 1964 — грудні 1980 року — 1-й секретар Львівського міського комітету КПУ.
У грудні 1980 — лютому 1990 року — 1-й секретар Закарпатського обласного комітету КПУ.
З лютого 1990 року — на пенсії.

## Нагороди
- орден Леніна
- два ордени Трудового Червоного Прапора
- орден Дружби народів
- медалі